# Uvarus lacustris
Uvarus lacustris là một loài bọ cánh cứng trong họ Bọ nước. Loài này được tìm thấy ở Bắc Mỹ. Loài này được Say miêu tả khoa học năm 1823.